# Melinda Page Hamilton
Melinda Page Hamilton (ur. 22 sierpnia 1974) – amerykańska aktorka.

## Kariera
W 2004 roku zagrała drugoplanową rolę w filmie Promised Land, natomiast w 2006 roku główną rolę w filmie Sleeping Dogs Lie. Pojawiła się w takich serialach jak Star Trek: Enterprise, CSI: Kryminalne zagadki Nowego Jorku, CSI: Kryminalne zagadki Miami, Everwood, Bez skazy czy Wzór. Zagrała również zakonnicę Mary Bernard, próbującą unieważnić małżeństwo Gabrielle i Carlosa w Gotowych na wszystko. Wciela się w Annę Draper w serialu Mad Men.

## Filmografia
- 2013: Pokojówki z Beverly Hills (Devious Maids) jako Odessa Burakova
- 2009: Prywatna praktyka (Private Practice) jako Donna Keating
- 2009: Castle (Castle) jako Diana Harris
- 2009: Mentalista (The Mentalist) jako Katie
- 2009: The Horseman jako Abigail Cooper
- 2009: Podkomisarz Brenda Johnson (The Closer) jako Beth Gibson
- 2009: Not Forgotten jako posłanka Mindy
- 2008: Bez śladu (Without a Trace) jako dr Sally Moss
- 2008: Zabójcze umysły (Criminal Minds) jako Claire Bates
- 2008: Mad Men (Mad Men) jako Anna
- 2008: Firma (Corporate Affairs) jako Chris
- 2007: Zaklinacz dusz (Ghost Whisperer) jako Jane Taylor
- 2007: Driftwood jako Blaire Farrow
- 2007: Raines jako Connie Webb
- 2007: Nurses jako Margo MacDonald
- 2005–2007: Dowody zbrodni (Cold Case) jako Janie Stillman
- 2006: Sleeping Dogs Lie jako Amy
- 2005–2006: Gotowe na wszystko (Desperate Housewives) jako siostra Mary Bernard
- 2005: CSI: Kryminalne zagadki Nowego Jorku (CSI: NY) jako Kayla
- 2005: Bez śladu (Nip/Tuck) jako Colleen Eubanks
- 2005: Wzór (Numb3rs) jako Jennifer Nash
- 2004: Medical Investigation jako Sarah Doyle
- 2004: Everwood (Everwood) jako Mary Kelly
- 2004: Promised Land jako Marisa
- 2004: CSI: Kryminalne zagadki Miami (CSI: Miami) jako Julie Bryant
- 2003: Cuda (Miracles)
- 2003: Star Trek: Enterprise (Star Trek: Enterprise) jako Feezal